# Lorentz Wilhelm Lundelius
Lorentz Wilhelm Lundelius, född 16 november 1787 i Stockholm, död 23 juni 1859 i Stockholm, var en svensk möbelsnickare och en av de mer betydande snickarna av möbler i den svenska empirestilen. 
Han var son till möbelsnickaren Anders Lundelius och Maria Helena Sätterström och från 1824 gift med Anna Helena Zelander.
Lundelius började sin yrkesbana i sin faders verkstad. Hos fadern, snickarmästaren Anders Lundelius blir Lorentz Wilhelm lärling 1808 och gesäll 1810. Lundelius blir mästare i Stockholms snickarämbete 1818 och bisittare vid skrået 1829 samt ålderman 1831. Han blev tidigt en av den nya kungliga dynastins mest anlitade möbelsnickare. Karl XIV Johan och levererade under åren 1818–1843 ett stort antal bord, soffor, stolar och sekretärer till Rosendals slott. Även på Kungliga slottet finns möbler av Lundelius, Exempelvis det skrivbord som var snickarens mästerstycke. Skrivbordet i alrot och mahogny har en uppsats i form av en tempelbyggnad och står idag i Bernadottevåningen på Kungliga slottet. Han räknas som en av de främsta representanterna inom svensk möbelkonst av Karl Johanstilen. Han signerade sina arbeten Snickaren och Chatolmakaren L Wilhelm Lundelius boendes å Ladugårdslandet, Jungfrugatan, Qv: Sjöhästen, Huset N:o 4 Stockholm. Lundelius är representerad med ett stort antal möbler vid Kungliga husgerådskammaren och Nationalmuseum.